# Monestier-d'Ambel
Monestier-d'Ambel is een gemeente in het Franse departement Isère (regio Auvergne-Rhône-Alpes) en telt 22 inwoners (2009). De plaats maakt deel uit van het arrondissement Grenoble.

## Geografie
De oppervlakte van Monestier-d'Ambel bedraagt 10,7 km², de bevolkingsdichtheid is dus 2,1 inwoners per km².
De onderstaande kaart toont de ligging van Monestier-d'Ambel met de belangrijkste infrastructuur en aangrenzende gemeenten.

## Demografie
Onderstaande figuur toont het verloop van het inwonertal (bron: INSEE-tellingen).